# Cirrospilus
Cirrospilus is een geslacht van vliesvleugeligen uit de familie Eulophidae. De wetenschappelijke naam van dit geslacht is voor het eerst geldig gepubliceerd in 1832 door Westwood.

## Soorten
Het geslacht Cirrospilus omvat de volgende soorten:
- Cirrospilus abalus Narendran, 2011
- Cirrospilus acadius Narendran, 2011
- Cirrospilus aeneipropodeum (Girault, 1915)
- Cirrospilus aeneus (Girault, 1929)
- Cirrospilus aereiguttatus (Girault, 1915)
- Cirrospilus afer (Silvestri, 1914)
- Cirrospilus alternatus Boucek, 1977
- Cirrospilus americanus (Girault, 1916)
- Cirrospilus argei (Crawford, 1911)
- Cirrospilus arnoldi (Girault, 1913)
- Cirrospilus atoposomoides (Girault, 1915)
- Cirrospilus atripropodeum (Girault, 1926)
- Cirrospilus bifasciatifrons (Girault, 1916)
- Cirrospilus biguttatus (Girault, 1913)
- Cirrospilus bioculativentris (Girault, 1915)
- Cirrospilus bracteatus (Girault, 1915)
- Cirrospilus brevicorpus Shafee & Rizvi, 1988
- Cirrospilus brevis Zhu, LaSalle & Huang, 2002
- Cirrospilus carinatus (Girault, 1913)
- Cirrospilus caspicus Boucek, 1971
- Cirrospilus centralis Zhu, LaSalle & Huang, 2002
- Cirrospilus channingi (Girault, 1913)
- Cirrospilus channingianus Boucek, 1988
- Cirrospilus cinctithorax (Girault, 1916)
- Cirrospilus cinctiventris Ferrière, 1936
- Cirrospilus coachellae Gates, 2000
- Cirrospilus coccivorus Motschulsky, 1863
- Cirrospilus columbia (Girault, 1917)
- Cirrospilus consobrinus (Girault, 1913)
- Cirrospilus coptodiscae (Girault, 1916)
- Cirrospilus cosmopterygi (Risbec, 1951)
- Cirrospilus crowei Kerrich, 1969
- Cirrospilus curvineurus Askew, 1965
- Cirrospilus cyanops Goureau, 1851
- Cirrospilus denitus Narendran, 2011
- Cirrospilus diallus Walker, 1838
- Cirrospilus dispersus Zhu, LaSalle & Huang, 2002
- Cirrospilus divergens Zhu, LaSalle & Huang, 2002
- Cirrospilus dodoneae (Risbec, 1952)
- Cirrospilus duplolineatus (Girault, 1915)
- Cirrospilus electus Boucek, 1988
- Cirrospilus elegantissimus Westwood, 1832
- Cirrospilus elongatus Boucek, 1959
- Cirrospilus eunapius Walker, 1847
- Cirrospilus fasciatus (Girault, 1913)
- Cirrospilus festivus (Girault, 1915)
- Cirrospilus flavicinctus Riley, 1883
- Cirrospilus flavifacies (Girault, 1916)
- Cirrospilus flavitibia (Girault, 1929)
- Cirrospilus floridensis Evans, 1999
- Cirrospilus fuscipennis (Girault, 1916)
- Cirrospilus fuscus (Girault, 1913)
- Cirrospilus gemma (Girault, 1916)
- Cirrospilus giraulti Peck, 1951
- Cirrospilus gracielae De Santis, 1994
- Cirrospilus gracilis (Girault, 1915)
- Cirrospilus gregi (Girault, 1913)
- Cirrospilus grotiusi (Girault, 1913)
- Cirrospilus habachi (Ii, 1936)
- Cirrospilus hopkinsi (Girault, 1915)
- Cirrospilus huangyanensis Yang & Ren, 1998
- Cirrospilus immaculativentris (Girault, 1915)
- Cirrospilus infuscatus Gates & Schauff, 2003
- Cirrospilus ingenuus Gahan, 1932
- Cirrospilus inimicus Gahan, 1934
- Cirrospilus insculptus Zhu, LaSalle & Huang, 2002
- Cirrospilus iphigenia (Girault, 1939)
- Cirrospilus isonoi Kamijo, 1987
- Cirrospilus jiangxiensis Sheng & Wang, 1992
- Cirrospilus kanpurensis Shafee & Rizvi, 1988
- Cirrospilus kumatai Kamijo, 1992
- Cirrospilus lanei (Girault, 1913)
- Cirrospilus lateroguttatus (Girault, 1915)
- Cirrospilus longifasciatus Ferrière, 1936
- Cirrospilus lyncus Walker, 1838
- Cirrospilus margiscutellum (Girault, 1939)
- Cirrospilus marilandi Girault, 1917
- Cirrospilus marilandicus (Girault, 1917)
- Cirrospilus mazzinini (Girault, 1913)
- Cirrospilus metallicus (Girault, 1917)
- Cirrospilus miriguttatus (Girault, 1915)
- Cirrospilus mirilineatus (Girault, 1915)
- Cirrospilus multipunctum (Girault, 1915)
- Cirrospilus neotropicus Diez & Fidalgo, 2004
- Cirrospilus nephelodes Graham, 1981
- Cirrospilus niger Howard, 1889
- Cirrospilus nigrifemur Zhu, LaSalle & Huang, 2002
- Cirrospilus nigriscutum (Girault, 1915)
- Cirrospilus nigrivariegatus (Girault, 1915)
- Cirrospilus nireus Walker, 1839
- Cirrospilus noyesi Özdikmen, 2011
- Cirrospilus occidentalis (Girault, 1915)
- Cirrospilus occipitis Girault, 1928
- Cirrospilus ocellatus Girault, 1917
- Cirrospilus ornatus (Mukerjee, 1975)
- Cirrospilus ovisugosus Crosby & Matheson, 1915
- Cirrospilus pacis Boucek, 1988
- Cirrospilus partiaeneiceps (Girault, 1917)
- Cirrospilus particolor (Girault, 1915)
- Cirrospilus pax (Girault, 1913)
- Cirrospilus persicus Lotfalizadeh & Delvare, 2011
- Cirrospilus perticus Zhu, LaSalle & Huang, 2002
- Cirrospilus phorbas Walker, 1838
- Cirrospilus phyllocnistis (Ishii, 1953)
- Cirrospilus pictus (Nees, 1834)
- Cirrospilus pinicolus Askew, 1984
- Cirrospilus polygoniae Risbec, 1951
- Cirrospilus pondicheri Narendran, 2011
- Cirrospilus pulchellus Boucek, 1988
- Cirrospilus pulcher Masi, 1911
- Cirrospilus pulcheria Girault, 1917
- Cirrospilus purpureus Ashmead, 1886
- Cirrospilus quadrifasciatus (Girault, 1913)
- Cirrospilus quinquefasciatus (Girault, 1915)
- Cirrospilus rarifasciatus (Girault, 1915)
- Cirrospilus rhadius Walker, 1839
- Cirrospilus ringoniellae Kamijo, 1987
- Cirrospilus ruskini (Girault, 1916)
- Cirrospilus rusticus (Girault, 1913)
- Cirrospilus saintpierrei (Girault, 1913)
- Cirrospilus salatis Walker, 1838
- Cirrospilus sapientia (Girault, 1917)
- Cirrospilus scapus Yefremova, 2007
- Cirrospilus setipes Askew, 1982
- Cirrospilus silvae (Girault, 1916)
- Cirrospilus singa Walker, 1838
- Cirrospilus speciosissimus (Girault, 1913)
- Cirrospilus speciosus (Girault, 1913)
- Cirrospilus staryi Boucek, 1959
- Cirrospilus striatus Zhu, LaSalle & Huang, 2002
- Cirrospilus suaedaegallarum Viggiani, 1971
- Cirrospilus submedialis Zhu, LaSalle & Huang, 2002
- Cirrospilus talitzkii Boucek, 1961
- Cirrospilus tau (Girault, 1915)
- Cirrospilus tineivora Risbec, 1951
- Cirrospilus tischeriae Kamijo, 1992
- Cirrospilus transrugosus Zhu, LaSalle & Huang, 2002
- Cirrospilus tricuspidatus Sheng, 1994
- Cirrospilus trilongilineatus (Girault, 1915)
- Cirrospilus unguttatipennis (Girault, 1916)
- Cirrospilus unguttatipes (Girault, 1915)
- Cirrospilus variegatus (Masi, 1907)
- Cirrospilus varifasciata (Girault, 1915)
- Cirrospilus virgatus Yefremova, 2008
- Cirrospilus viridilineatus (Froggatt, 1905)
- Cirrospilus viridipronotum (Girault, 1915)
- Cirrospilus viticola (Rondani, 1877)
- Cirrospilus vittatus Walker, 1838
- Cirrospilus worcesteri (Girault, 1913)
- Cirrospilus zolai (Girault, 1913)